# 沙特兰
沙特兰（法語：Châtelain，法語發音：[ʃatlɛ̃] ⓘ）是法国马耶讷省的一个市镇，属于贡捷堡区。

## 地理
沙特兰（47°48'30"N, 0°35'44"W）面积13.91 平方千米，位于法国卢瓦尔河地区大区马耶讷省，该省份为法国西北部内陆省份，北起芒什省和奧恩省，西接伊勒-维莱讷省，南至曼恩-卢瓦尔省，东临萨尔特省。
与沙特兰接壤的市镇（或旧市镇、城区）包括：库德赖、马耶讷河畔贡捷堡、热讷-隆格菲、比耶内莱维拉日。

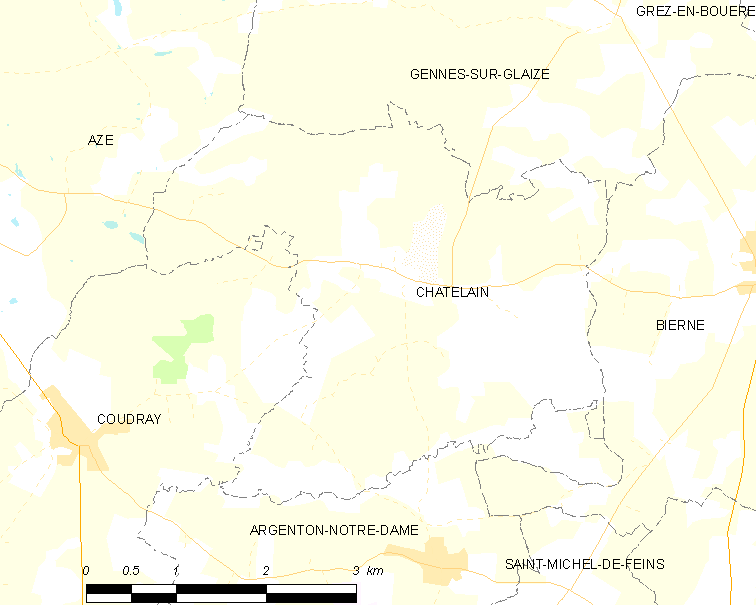
沙特兰的OSM定位图

沙特兰的时区为UTC+01:00、UTC+02:00（夏令时）。

## 行政
沙特兰的邮政编码为53200，INSEE市镇编码为53063。

## 政治
沙特兰所属的省级选区为马耶讷河畔贡捷堡第一县。

## 人口

1962-2008年间沙特兰人口变化图示

沙特兰于2022年1月1日时的人口数量为464人。